# MIRACLE SHOPPING〜ドン・キホーテのテーマ〜
- ミラクル・ショッピング ドン・キホーテのテーマ[1]
- Miracle Shopping 〜ドン.キホーテのテーマ〜[2]

『MIRACLE SHOPPING〜ドン・キホーテのテーマ〜』（ミラクルショッピング ドン・キホーテのテーマ）とは、ディスカウントストアドン・キホーテの店内で流れる同店のテーマソング。発表した1998年当時、同社の社員であったシンガーソングライターの田中マイミが作詞・作曲し、歌っている楽曲である。アレンジとプロデュースは作編曲家・音楽プロデューサーの山本光男が担当している。
ドン・キホーテの店内でシングルCDが発売された。レーベルはGrace Notes Records、規格品番はGNRS-0001。

## 制作の経緯
田中は19歳で歌手としてメジャーデビュー果たしていたが事務所と折り合いがつかず、プロの作曲家を目指していた。しかし印税が入ってくるのが遅いため生活費を稼ぐために1994年からドン・キホーテの1号店である府中店でアルバイトを始めた。仕事にやりがいを感じた田中は、担当する売り場で次々と売上増を達成して「伝説のバイト」として社内で注目されるようになり、創業者安田隆夫に請われて1995年に社員になった。入社後は、現在ではドン・キホーテの特徴にもなっているジャングルのようなディスプレイや派手なPOPなどの販促戦略を展開し、前年比168%という売上を達成するなどの実績をあげた。1998年頃にドン・キホーテの公式キャラクターのドンペンが誕生した。そして「どうせなら歌も欲しいよね」という安田にシンガーソングライターとしての経歴を買われ、田中が制作したのが本曲である。
依頼を引き受けた田中は、どうせなら日本一の店内テーマソングを作ろうと意気込み、様々な店舗で調査を行ったうえで、本曲の目標を「お店の何がウリか」を明確に歌詞に入れ、曲は「店舗が目指すお祭り空間をイメージし、ふらっと来て入った瞬間にノレる音楽」とした。製作期間は作曲からラフ録りするまでが2か月ほどで、当初はラフ録りした音源をそのまま店内で流していた。その後、本曲は好評となり、改めて録り直しされた。

## 特徴
田中は「いわゆるストアソングらしくない、普通の楽曲のようなジャジーな音を使いつつ、「バーン！」というインパクトの効果音を入れた。またセリフを入れることで、いわゆる普通の楽曲とは違うストアソングらしい雰囲気をだした」としている。またリズムは「買い物カゴを持って歩いていても違和感のないテンポを目指し、作曲は歩きながら行った」と答えている。歌い出しのコードとサビの頭がFになっており、男女ともに歌いやすい曲調で、覚えやすい事も特徴である。
サビの部分の歌詞には「ボリューム満点激安ジャングル」（低価格）や「真夜中過ぎても楽しいお店」（深夜営業）などの店舗の業態を表現するキーワードが使われている。またAメロには「ドン・キ巡り」や「気分は宝探しだね」などの買い物シーンが描かれており、買い物への高揚感を生みだしている。

## 評価
発表当時はドン・キホーテの店舗数が少なかったが、出店数が増えるにつれて本曲も広く知られるようになり、国民的ソングと評される事もある。本曲はドン・キホーテに対する理解と愛情が感じられ、同社がまだ無名であった時代から盛り立ててきた、叩き上げ社員だからこそ生み出せたミラクルソングといえる。田中マイミは、他店のストアソングとの違いについて「自分が社員であり、店舗の色を作り上げた本人だから作れた楽曲で、他店には真似できない」と答えている。
ライターの店橋花里は「楽曲が高いクォリティを持つだけではなく、同社の売り場とシンクロしていてお客とのエンゲージメントを高めている」と評価する。また、FNSドリームカバー歌謡祭で本曲を披露した槇原敬之は「仕事を終え、一人寂しい夜にふと、そこに出かけると、気がつけば、心の隙間を埋めてくれた曲で、いつ、いかなる時も、どんな時もはげまされた。さらに自分が自分らしくあるための曲」とコメントしている。
本曲はドン・キホーテとのコラボ企画も含めて、RSP・エドガー・サリヴァン・半熟卵っち・reGretGirl・みらくらぱーく！・すとぷりなどによってカバーされている。